# Урош Слијепчевић
Урош Слијепчевић (Хртић, Двор на Уни, 1923 — Загреб, 2009), учесник Народноослободилачке борбе и друштвено-политички радник СР Хрватске. У периоду од 1963. до 1966. био је Републички секретар за унутрашње послове Социјалистичке Републике Хрватске.

## Биографија
Рођен је 1923. године у селу Хртић, Двор на Уни. Основну школу је завршио у родном селу, док је средње образовање стицао у Двору на Уни и Петрињи, у којој је похађао Учитељску школу. Припадао је напредној омладини и као ђак Учитељске школе постао члан Комунистичке партије Југославије (КПЈ).
Окупација Краљевине Југославије, 1941. године, затекла га је на Банији, где одлази у партизане, као борац Банијског партизанског одреда. У партизанским јединицама се налазио на одговорим политичким дужностима, па је тако обављао дужност политичког комесара Другог батаљона Осме банијске ударне бригаде, од 1942. године, у чијим борбама учествује. Потом је постао политички комесар Шеснаесте банијске ударне бригаде, која је у децембру 1942. ушла у састав Седме банијске ударне дивизије.
Након рата и ослобођења Југославије, упућен је на рад у органе безбедности. Обављао је високе дужности у Управи државне безбедности (УДБ) Хрватске, где је био начелник, те у том својству и подсекретар Републичког секретаријата за унутрашње послове НР Хрватске (РСУП). Са тог положаја је координирао активностима везаним за обдукцију и балзамовање тела надбискупа Алојзија Степинца, фебруара 1960. године, у циљу спречавања мешања црквених кругова, мада је сам Степинац сахрањен по канонском обичају у Загребачкој катедрали. У периоду од 1963. до 1966. године био је Републички секретар за унутрашње послове СР Хрватске. У времену након Брионског пленума ЦК СКЈ, јула 1966. године, на тој позицији га је заменио Мато Крпан, али је Слијепчевић био члан Комисије за реорганизацију и унапређење службе унутрашњих послова СР Хрватске, која се бавила „деформацијама у раду Удбе”.
Друштвено-политичку каријеру наставио је у Друштвено-политичком већу Сабора СР Хрватске и Одбору за општенародну одбрану и друштвену самозаштиту (ОНО и ДСЗ). У својству заступника Сабора, 22. јуна 1978. године, заједно са Ђуром Кладарином, генерал-потпуковником ЈНА Јанком Шушњаром и више друштвено-политичких радника и генерала ЈНА, присуствовао је отварању споменика жртвама фашизма у банијском месту Доња Бачуга.
У другој половини 1980их је отишао у пензију, а у времену током и након распада Југославије није се политички активирао и јавно истицао.
Преминуо је 2009. године у Загребу. Кремиран је и сахрањен, по личној жељи, само у кругу најуже породице, на загребачком гробљу Мирогој.
Носилац је Партизанске споменице 1941. и других југословенских одликовања, међу којима су Орден за храброст и др.